# Mighty Max
Mighty Max è una serie televisiva a cartoni animati, prodotta da Film Roman Productions, Bluebird UK Ltd, Canal+ D.A. e Bohbot Entertainment, che durò dal 1993 al 1994 per promuovere i giocattoli di Mighty Max, un offshoot della linea di Polly Pocket, creato dalla Bluebird nel 1992. La serie fu un grande successo e una delle più viste in quegli anni.

## Trama
La serie narra le vicende di Max, un avventuroso preadolescente che una mattina riceve un pacco postale contenente una piccola statua di un uccello, scritta con geroglifici egiziani. La traduzione è Lei è stato scelto per essere il portatore del berretto. Vada al mini-market e aspetti un segnale, Possente Max. Scioccato, Max lascia cadere la statua, che rompendosi rivela il contenuto: un berretto da baseball rosso, decorato con una "M" gialla, che crea i “portali” o i condotti che permettono a Max di traversare tra lo spazio e il tempo.
Indossatolo si precipita al mini-market, ma viene inseguito da un mostro lavico spedito dal Cavaliere del Teschio Maledetto, un demone megalomane che vive all'interno della terra e ha il potere di assoggettare al suo volere molte creature.
Durante la fuga, il berretto attiva un portale che lo teletrasporta nel deserto della Mongolia, dove Max incontra Virgil, un lemuriano quasi onnisciente il cui aspetto è quello di un volatile antropomorfo.
Virgil spiega che il ritrovamento di quel berretto fu profetizzato intorno al 3000 a.C. Max, Virgil e Norman, la sua guardia del corpo Vichinga, viaggiano insieme in tutto il mondo, difendendo la Terra dai servi del Cavaliere del Teschio Maledetto che è responsabile della caduta dei lemuriani e del popolo di Atlantide.
Norman è apparentemente immortale e ha mischiato insieme varie leggende, incluse quelle di Lancillotto, Thor, Sansone ed Ercole.
La maggior parte degli episodi ha una trama che coinvolge il Cavaliere del Teschio Maledetto o uno dei suoi demoni, ma in molti episodi, Max è costretto a intervenire per fermare un Nemico indipendente. Mentre tutti gli episodi comportano un viaggio attorno alla Terra, in uno si assiste a un viaggio spazio temporale, e il portale si estende anche a un universo parallelo.
Generalmente allegro e comico, la violenza dello show e le descrizioni di atti violenti furono lasciati a intendere agli spettatori. Molti episodi cominciano con un prologo di una persona che viene uccisa dalla minaccia principale dell'episodio; però nulla di tutto ciò è mostrato graficamente, perché la serie fu sviluppata per i più piccoli.

## Personaggi principali

### Mighty Max
L'eroe della serie, Max è un adolescente molto bravo a tirarsi fuori dai guai. Un giorno riceve un pacco misterioso che contiene un videonastro e un berretto da baseball rosso con una grande "M" gialla. Il berretto in realtà è una chiave antica per vari portali nello spazio tempo, e come scoprirà ben presto, Max è stato scelto come il suo portatore e protettore. Indossando il berretto, egli diviene il Portatore, il Possente. Max incontra in seguito il suo mentore il lemuriano Virgil, una creatura alta poco più di un metro che assomiglia a un pollo e Norman, un guerriero scandinavo immortale, vecchio di diecimila anni che rappresenta la guardia del corpo di Max. Poco dopo, Max incontra il suo arci-nemico, il Cavaliere del Teschio Maledetto (Skullmaster), il cattivo Signore della Guerra che uccise il popolo lemuriano intero in ricerca della chiave. Verso la fine della serie, Max scoprirà di avere un suo potere interiore che gli permetterà di salvare il mondo.

### Virgil
L'ultimo lemuriano vivente, il prossimo passo nell'evoluzione umana come rivelato in un episodio. I lemuriani crearono o scoprirono i portali, e più tardi crearono la chiave per accedervi. Avendo l'aspetto di volatili, i lemuriani valutarono soprattutto la conoscenza e compilarono la biblioteca più estesa che il mondo abbia mai avuto. Furono distrutti dal Cavaliere del Teschio Maledetto nella ricerca della chiave. Virgil ha più di diecimila anni, e conosce bene il passato e il futuro. Non è chiaro se anch'egli sia immortale come Norman o che forse i lemuriani sono una razza estremamente longeva. Comunque, la maggior parte della sua fiducia si basa sui suoi testi antichi.

### Norman
La guardia del corpo di Max. Nell'episodio in cui compare il Vichingo Vendicatore, un giovane Norman vide suo padre morire a causa di Spike, un indistruttibile e vendicativo guerriero assetato di sangue. A causa della sua corporatura, Norman non poté far nulla, perché non riuscì ad alzare l'ascia da guerra di suo padre, e così si incolpò per la tragedia; sulla tomba del padre, giurò di divenire il più grande guerriero che abbia mai vissuto. Dopo una vita piena di battaglie, Norman fu avvicinato da Virgil per divenire il “Guardiano”. Si guadagnò la sua immortalità sconfiggendo il Conquistatore, un campione imbattuto, un gladiatore dalla faccia da leone, e giurò di difendere il Possente con la sua vita se necessario.

## Altri personaggi
- Madre di Max: giovane e vivace donna, in alcune occasioni partecipa alle avventure del figlio. Tende a essere molto protettiva verso Max, ed è una grande appassionata di archeologia. Spesso questa sua passione le fa compiere numerose imprudenze e la porta a cacciarsi nei guai, e tocca ovviamente a Max tirarla fuori dai pasticci.
- Bea: compagna di classe e migliore amica di Max, è una ragazza molto intelligente e studiosa, ma dal fare spesso un po' autoritario e saccente, e talvolta anche piuttosto impulsivo. A volte partecipa alle avventure di Max, e sembra anche provare un certo interesse per lui.
- Felix: migliore amico di Max, è un ragazzo piuttosto sfaticato, i cui hobby preferiti sono mangiare e divertirsi. Sembra sottovalutare il ruolo di Prescelto di Max, non mancando di ricordargli che prima di essere destinato a salvare il mondo lui era il suo migliore amico. A differenza di Bea, non partecipa quasi mai alle avventure di Max ma, nonostante tutto è e rimane una persona affidabile.
- Thor: fedele iguana domestica di Max, in un episodio viene catturata dal malvagio dottor Zygote, e trasformata in un ibrido iguana-dinosauro, divenendo una versione gigantesca e mostruosa di sé stessa, e tornando a essere quella di prima a fine episodio.
- Beowulf: un lottatore fallito, reclutato da Virgil assieme ad altri eroi per recarsi nel quartier generale del Cavaliere del Teschio Maledetto per distruggere il Cristallo delle Anime. Inizialmente non convince Max, ma darà presto prova del suo coraggio e del suo valore. Morirà durante la battaglia finale contro le malefiche truppe del Cavaliere per permettere a Max di fuggire. Verrà riportato in vita da Max alla fine della serie che riavvolge il tempo.
- Cameron: licantropo scozzese. Inizialmente accusato di aver commesso alcuni brutali omicidi, aiuterà Max a scoprire il vero colpevole, ossia la malvagia dottoressa McDougal, trasformatasi in un super licantropo grazie a un esperimento con il sangue dei lupi mannari bramosa di ottenere l'immortalità. Dopo aver aiutato Max a sconfiggere la perfida scienziata, si recherà con i suoi simili in una foresta per vivere in pace.
- Ernie: compagno di classe di Max, nonché suo partner durante le lezioni di informatica. Secchione appassionato di computers è pomposo, impertinente, altezzoso, saputello, petulante e irritante, non è molto apprezzato dai suoi compagni di classe, cosa che lo porta a sentirsi solo. Credendo di aver trovato in Max un amico, lo affianca nella sua lotta contro una razza di alieni mangiatori di cervelli umani cercando inizialmente di fare di testa sua, e cacciandosi nei guai.
- Gor: È un cavernicolo di Neandertal della preistoria. Nei tempi antichi, circa un milione di anni fa, una meteora infusa di una misteriosa energia cadde sulla terra nella zona dove abitava Gor, dove poi sarebbe stata costruita La Brea Tar Pits di Los Angeles. Gor divenne così immortale e dotato di capacità sovrumane, quali: forza, velocità e una resistenza quasi invulnerabile. Tuttavia, oltre a lui un altro essere vivente acquisì i suoi stessi poteri: una tigre dai denti a sciabola.
- Hannuman: il re delle scimmie. Reclutato da Virgil per la missione della distruzione del Cristallo delle Anime, inizialmente si rifiuta di prendere parte alla missione, ma viene persuaso da Norman, e morirà durante la battaglia finale dopo avere messo in salvo Max. Verrà riportato in vita da Max nell'ultimo episodio insieme a tutti gli altri eroi per avere riavvolto il tempo.
- Mujaji: amazzone guerriera africana e valorosa eroina. Sembra essere anche lei immortale e conosce molto bene Norman. Tra i due sembra esserci una relazione benché entrambi non lo dimostrino apertamente.
- Revengard: vecchio stregone norvegese. Ha commesso crimini servendo alcuni dei oscuri e Odino per punirlo, lo trasformò in un corvo. Revengard può tornare umano solo quando entra dentro al drago Níðhöggr. Ingannato dal Cavaliere del Teschio Maledetto spacciandosi per Loki, egli gli promette che spezzerà il suo maleficio quando il drago sarà risvegliato. Max, Virgil e Norman tentano di convincerlo che è stato ingannato, ma Revengard non gli crede. Uscito dal drago dopo il suo risveglio, Revengard ritorna un corvo, e capisce che il trio non gli stava mentendo. Furioso giura vendetta, e Max e compagni lo aiutano a tornare dentro al drago per riaddormentarlo. Mentre Norman tiene a bada il drago, Max, Virgil e Revengard con uno stratagemma riescono nell'impresa. Solo dopo Max scopre che per spezzare l'incantesimo, Revengard deve cedere la sua vita. Lo stregone non si mostra intimorito e come ultima cosa, mette in salvo Max e Virgil con un incantesimo. Virgil dichiara che Revengard, si è infine redento dalle sue colpe. Verrà riportato in vita da Max alla fine della serie riavvolgendo il tempo, anche se si intuisce che le cose per Revengard saranno diverse.

## Nemici

### Cavaliere del Teschio Maledetto
Il nemico principale della serie e l'antagonista del Possente, Cavaliere del Teschio Maledetto (detto anche Skullmaster nella versione inglese) è un antico guerriero stregone la cui sete di potere lo ha portato a distruggere almeno due civiltà, Lemuria e Atlantide. Distrusse i lemuriani in preda alla collera quando questi si rifiutarono di consegnargli i segreti della chiave, e in seguito usò le anime del popolo di Atlantide per dar potere al suo Cristallo delle Anime.
A questo punto, il Cavaliere del Teschio Maledetto fu imprigionato in una cavità all'interno della Terra, dove sigillò il sovrano regnante, Lava Lord, in pietra solida e prese il controllo dei suoi sudditi. Durante la seconda stagione, il Cavaliere del Teschio Maledetto è libero di errare per la Terra provocando qualunque genere di problema.

### Warmonger
Il braccio destro del Cavaliere del Teschio Maledetto. Il diligente Warmonger (“Guerrafondaio”)lo si ritrova spesso mentre fa il lavoro sporco per il suo Signore, ma gode anche delle posizioni di potere che questo gli dà sugli altri servi. Crudele e sadico, mostrò brevemente la sua ambizione quando tentò di uccidere il Cavaliere del Teschio Maledetto nell'episodio "I, Warmonger". Credendo di esserci riuscito, Warmonger si ritrova nella disperazione perché non sa cosa fare col suo nuovo potere e la sua nuova posizione. La morte del Cavaliere del Teschio Maledetto però si rivelò essere un inganno, ma nonostante tutto, il suo Signore fu orgoglioso del suo discepolo per aver mostrato tanta devozione.

## Doppiaggio
| Nome del personaggio | Doppiatore originale | Doppiatore italiano |
| -------------------- | -------------------- | ------------------- |
| Mighty Max           | Rob Paulsen          | Luigi Rosa          |
| madre di Max         | Tress MacNeille      | Dania Cericola      |
| Virgil               | Tony Jay             | Maurizio Scattorin  |
| Norman               | Richard Moll         | Giovanni Battezzato |
| Felix                | Corey Burton         | Claudio Ridolfo     |
| Bea                  | Kath Soucie          | Lara Parmiani       |

## Episodi
1. Il berretto cosmico (A Bellwether in One's Cap)
2. Alieni invasori (The Brain Suckers Cometh!)
3. Il giorno dei ciclopi (Day of the Cyclops)
4. La tomba egizia (Snakes & Laddies)
5. La calata degli zombie (The Mother of All Adventures)
6. Non svegliare il drago che dorme (Let Sleeping Dragons Lie!)
7. La conquista di Norman (Norman's Conquest)
8. Il regno dei gorilla (Rumble in the Jungle)
9. A caccia di Max (Bring Me the Head of Mighty Max)
10. Ventimila calamari sotto i mari (Less Than 20.000 Squid Heads Under the Sea)
11. I lupi mannari (Werewolves of Dunneglen)
12. Mondo di ghiaccio (Out in the Cold)
13. I magnifici sette (The Maxnificent Seven)
14. Il vaso di Pandora (1ª parte) (Pandora's Box part 1 of 2)
15. Il vaso di Pandora (2ª parte) (Pandora's Box part 2 of 2)
16. L'isola del Dragone (Blood of the Dragon)
17. Il mostro di Slepack (The Missing Linked)
18. L'anno del topo (The Year of the Rat)
19. Lo sterminatore cibernetico (The Cyberskull Virus)
20. Il professor Zygote (Zygote's Rhythm)
21. Arachnoid (Along Came Arachnoid)
22. Il ritorno di Fauce Meccanica (The Axeman Cometh)
23. L'invasione degli insetti (Beetlemania)
24. Rapax e il berretto (Souls of Talon)
25. Gor il cavernicolo (Tar Wars)
26. Un clown senza pietà (Clown Without Pity)
27. Max contro Max (Max vs. Max)
28. Il gioco si fa serio (Cyberskull II: the Next Level)
29. Il gigante al quarzo (Fuath and Beggora)
30. Il grande duello (Dawn of the Conqueror)
31. Il dottor Scorpio (Scorpio Rising)
32. Il cervello del professor Zygote (Zygote Music)
33. La dea Kalì (Good Golly Ms. Kali)
34. Il Nautilus (Around the World in Eighty Arms)
35. La contessa Musca (Fly by Night)
36. La mano della mummia (The Mommy's Hand)
37. Il demoniaco Warmonger (I, Warmonger)
38. Guai stellari (Sirius Trouble)
39. Scontro finale (Armageddon Closer)
40. La partita continua (Armageddon Outta Here)

## Sigla
La sigla italiana, con testo di A. Valeri Manera e musica di V. Chiaravalle, è cantata da Cristina D'Avena.